# Landsomtjärnen
Landsomtjärnen är en sjö i Krokoms kommun i Jämtland och ingår i Indalsälvens huvudavrinningsområde. Sjön har en area på 0,0825 kvadratkilometer och ligger 325,2 meter över havet.

## Delavrinningsområde
Landsomtjärnen ingår i det delavrinningsområde (702451-143682) som SMHI kallar för Utloppet av Kattstrupeforsens D.Omr.. Medelhöjden är 317 meter över havet och ytan är 29,12 kvadratkilometer. Räknas de 1137 avrinningsområdena uppströms in blir den ackumulerade arean 12 117,76 kvadratkilometer. Avrinningsområdets utflöde Indalsälven mynnar i havet. Avrinningsområdet består mestadels av skog (68 procent). Avrinningsområdet har 3,16 kvadratkilometer vattenytor vilket ger det en sjöprocent på 10,8 procent.